# Castel Placeri
Castel Placeri era un castello medievale ormai scomparso che si trovava nel comune di Rumo in provincia di Trento.

## Storia
Solo poche informazioni che lo riguardano sono giunte fino a noi: la prima citazione risale al 1323 quando era di proprietà dei signori di Rumo. In una descrizione del 1380 risulta essere composto da almeno tre palazzi e un giardino.
Alla fine del XIV secolo venne acquistato da Pietro e Finamante di Caldes e rimase nelle mani della loro famiglia fino al 1464. In quell'anno tutti i possedimenti dei Caldes, compreso il castello di Rumo, passarono ai Thun.
In seguito il castello perse di importanza e fu abbandonato: in una veduta dell’Atlas Tyrolens del 1774 appare come una rovina e tale rimarrà fino agli inizi del XX secolo. Negli anni '20 gli ultimi ruderi furono demoliti per far posto ad abitazioni private.